# Premio Blasillo de Huesca
El premio Blasillo de Huesca es un galardón concedido anualmente por el Congreso de Periodismo Digital de Huesca que reconoce el trabajo ingenioso y creativo. Fue creado en 2003 a propuesta del humorista Antonio Fraguas, Forges. Está patrocinado por el Ayuntamiento de Huesca y a fecha de 2020 cuenta con una dotación económica de 2.500 euros.

## Galardonados
A continuación se listan los galardonados por el año de entrega (la edición corresponde al año anterior):
- 2004 Mariano Gistaín
- 2005 Arcadi Espada
- 2006 José Antonio Millán
- 2007 Antonio Broto
- 2008 Melisa Tuya
- 2009 Juan Andrés Muñoz
- 2010 Javier Pérez de Albéniz
- 2011 David de Jorge
- 2012 Antonio Martínez Ron
- 2013 José Antonio Pérez
- 2014 Microsiervos
- 2015 Alberto Sicilia
- 2016 Gerardo TC
- 2017 El Mundo Today
- 2018 Pikara Magazine[1]
- 2019 Bob Pop[2]
- 2020 Ter[3]
- 2021 Jaime Gómez-Obregón[4]